# Miriam Meyer

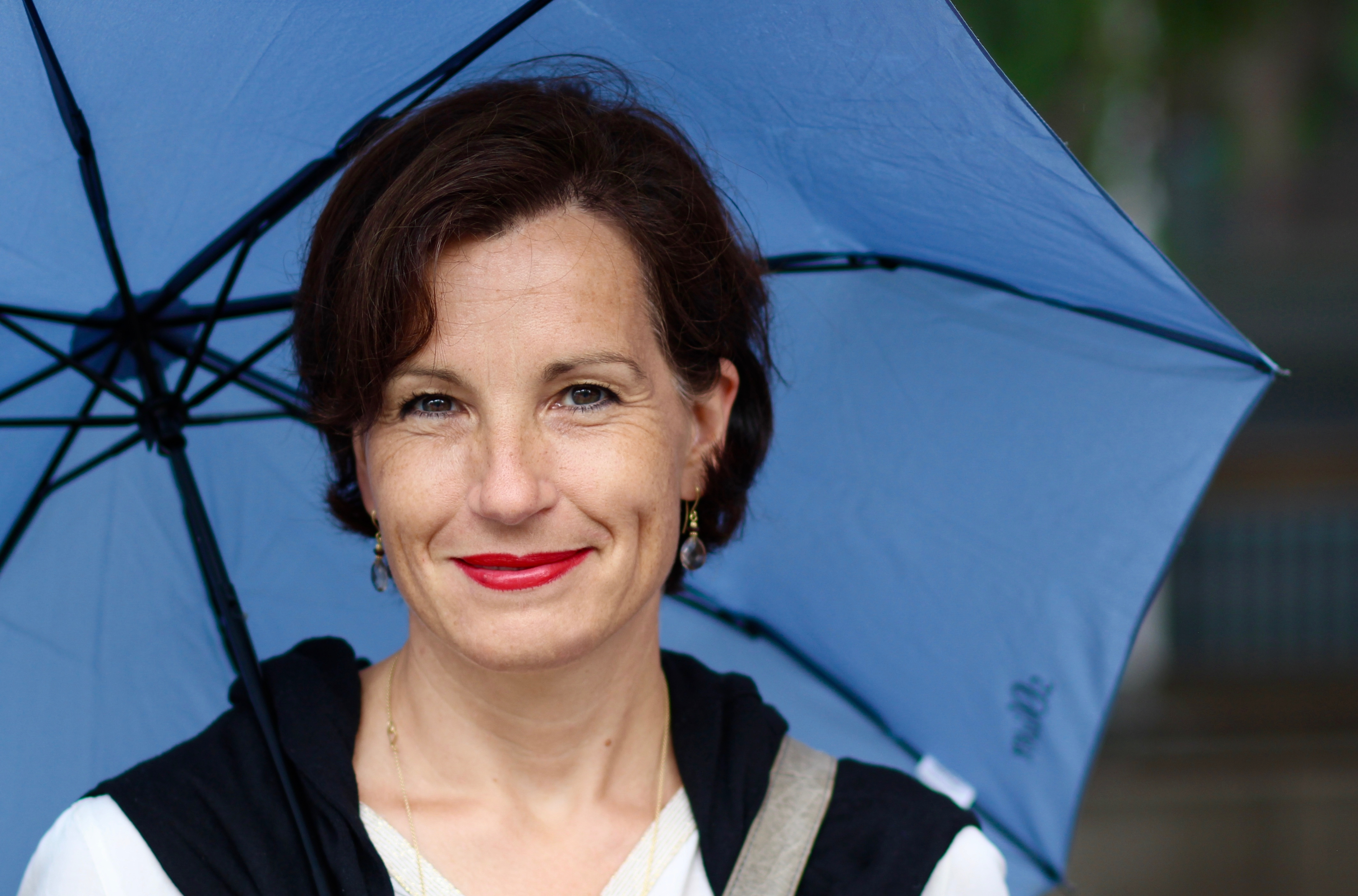
Miriam Meyer, 2017

Miriam Meyer (* 1974 in Osterode am Harz) ist eine deutsche Opernsängerin (Sopran).

## Leben
Meyer wurde in Osterode am Harz geboren. Nach dem Abitur begann sie zunächst ein Medizinstudium in Hannover, wenig später parallel dazu ein Gesangsstudium an der dortigen Hochschule für Musik und Theater bei W. Reimer. Bald darauf wechselte sie an die Musikhochschule Lübeck zu Ulf Bästlein, wo sie im Frühjahr 2002 ihr Diplom mit Auszeichnung ablegte.
Sie besuchte Meisterkurse bei Renata Scotto, Irwin Gage, Charles Spencer, Kai Wessel und Esther de Bros. Während ihres Studiums trat sie von 2000 bis 2002 als festes Ensemblemitglied am Stadttheater Hildesheim auf, wo sie die Zerlina in Mozarts Don Giovanni, Anne in Grigori Frids Monooper Das Tagebuch der Anne Frank, Marzelline in Fidelio und Christel im Vogelhändler sang.
Von 2002/03 bis 2007/08 gehörte Meyer dem Ensemble der Komischen Oper Berlin an, wo sie unter anderem als Susanna in Die Hochzeit des Figaro, Ännchen im Freischütz, Marcelline in Fidelio, Valencienne in Die Lustige Witwe, Mi in Das Land des Lächelns, Adele in Die Fledermaus, Musette in La Bohème sowie als Katka in der Uraufführung der Oper Der Reiter mit dem Wind im Haar zu erleben war.
Inzwischen arbeitet Miriam Meyer als freiberufliche Opern- und Konzertsängerin.
Sie sang unter namhaften Dirigenten wie Michail Jurowski, Wladimir Jurowski, Kirill Petrenko, Constantinos Carydis, Friedemann Layer, Andreas Spering, Enoch zu Guttenberg, Ton Koopman sowie Hans-Christoph Rademann.
Meyer gastierte auf renommierten Festivals sowie in internationalen Musikzentren. Bei den Händelfestspielen Halle war sie u. a. als Clizia in der Händel-Oper Teseo in der Regie von Axel Köhler zu erleben. Gastspiele mit dieser Produktion folgten beim Bayreuther Barock, in Winterthur und Potsdam Sanssouci, im Royal Theatre Bury St. Edmund und in London. Unter der Leitung von Hans-Christoph Rademann war sie in zahlreichen Konzerten mit Werken von J.S. Bach, J.L. Bach, Händel, Telemann oder Vivaldi in Zusammenarbeit mit dem Dresdner Kammerchor sowie dem NDR-Chor unter anderem bei den Magdeburger Telemann Festtagen, den Dresdner Musikfestspielen, den Festtagen Alter Musik im Erzgebirge sowie in der Alten Oper Frankfurt und in Hamburg zu hören. Verschiedene Rundfunkmitschnitte von NDR und MDR erfolgten. Mit dem Amsterdam Baroque Orchestra & Choir unter Ton Koopman wirkte die Sopranistin in Konzerten mit Werken von J. S. Bach und D. Buxtehude beim Internationalen Buxtehude Festival Lübeck (NDR-Rundfunkdirektübertragung in Kooperation mit allen deutschen sowie diversen internationalen Kultursendern), beim Musikfest Bremen, in Utrecht, Leiden und Krakau sowie in CD-Produktionen im Rahmen der Gesamtaufnahme der Buxtehude-Kantaten mit. Bei den Internationalen Herrenchiemsee Festspiele 2004 gab sie ihr Rollendebüt als Susanna in Die Hochzeit des Figaro unter Enoch zu Guttenberg. Eine ARD-Fernsehproduktion mit Haydns Jahreszeiten sowie Konzerte mit Haydns Schöpfung im Prinzregententheater München und in der Alten Oper Frankfurt folgten. 2005 sang sie Die Jahreszeiten beim Schleswig-Holstein Musik Festival und war im Folgejahr mit Mahlers 4. Symphonie unter Enoch zu Guttenberg auf einer Englandtournee zu hören. 2009 war sie mit ihm beim Bejing Music Festival mit den Haydn-Werken Jahreszeiten und Schöpfung in der Verbotenen Stadt zu erleben. Engagements 2010/2011 beinhalteten u. a. ihr Rollendebüt als Erste Dame in Mozarts Zauberflöte bei den Internationalen Herrenchiemsee Festspielen, Mozarts Requiem in der Philharmonie Berlin sowie Haydns Nelson-Messe beim Beethoven Fest Bonn.
Projekte in den Jahren 2012 und 2013 umfassen: Bachs Matthäuspassion auf einer Tournee mit dem Noord Nederlands Orkest durch die Niederlande; die Johannespassion in St.-Martin-in-the-Fields in London, Bachkantaten bei den Internationalen Herrenchiemsee Festspielen, eine Tour mit Haydns Jahreszeiten unter Enoch zu Guttenberg sowie das Deutsche Requiem von J. Brahms mit den Bochumer Symphonikern. In der Wiederaufnahme der Zauberflöte-Produktion der Herrenchiemsee Festspiele am Prinzregententheater in München wird Miriam Meyer erneut die Erste Dame unter Enoch zu Guttenberg singen.

## Aufnahmen
Meyer wirkte in zahlreichen Rundfunk-, Fernseh-, CD- und DVD-Produktionen mit. Hier sind z. B. zu nennen die CD-Produktion des Händel-Oratoriums Jephta mit dem Dresdner Barockorchester in der Partie der Iphis (Live-Aufnahme in der Dresdner Frauenkirche 2008); die ARD-Fernsehproduktion und DVD-Veröffentlichung von Haydns Jahreszeiten unter Enoch zu Guttenberg 2009, die DVD-Aufnahme der Händel-Oper Teseo mit der Lautten Compagney unter Wolfgang Katschner sowie die Mitwirkung in der Gesamtaufnahme der Vokalwerke Buxtehudes unter Ton Koopman, in dieser Reihe wurde die Aufnahme Dietrich Buxtehude, Opera Omina VII – Vokal Werke Vol. 3 mit Miriam Meyer als Sopransolistin mit dem Echo Klassik Preis 2009 (Chor/Ensemblemusik 16. – 17. Jahrhundert) ausgezeichnet. 2010 sang Meyer das Sopran-Solo in der CD-Produktion Die letzten Dinge von Ludwig Spohr mit der Russischen Kammerphilharmonie St. Petersburg.

## Auszeichnungen
- 2009: Klassik Echo 2009 für die Aufnahme Dietrich Buxtehude, Opera Omnia VII – Vokal Werke Vol. 3